# ناز نازک
ناز نازک (نام علمی: Hylotelephium telephium) نام یک گونه از تیره گل‌نازیان است.

## نگارخانه

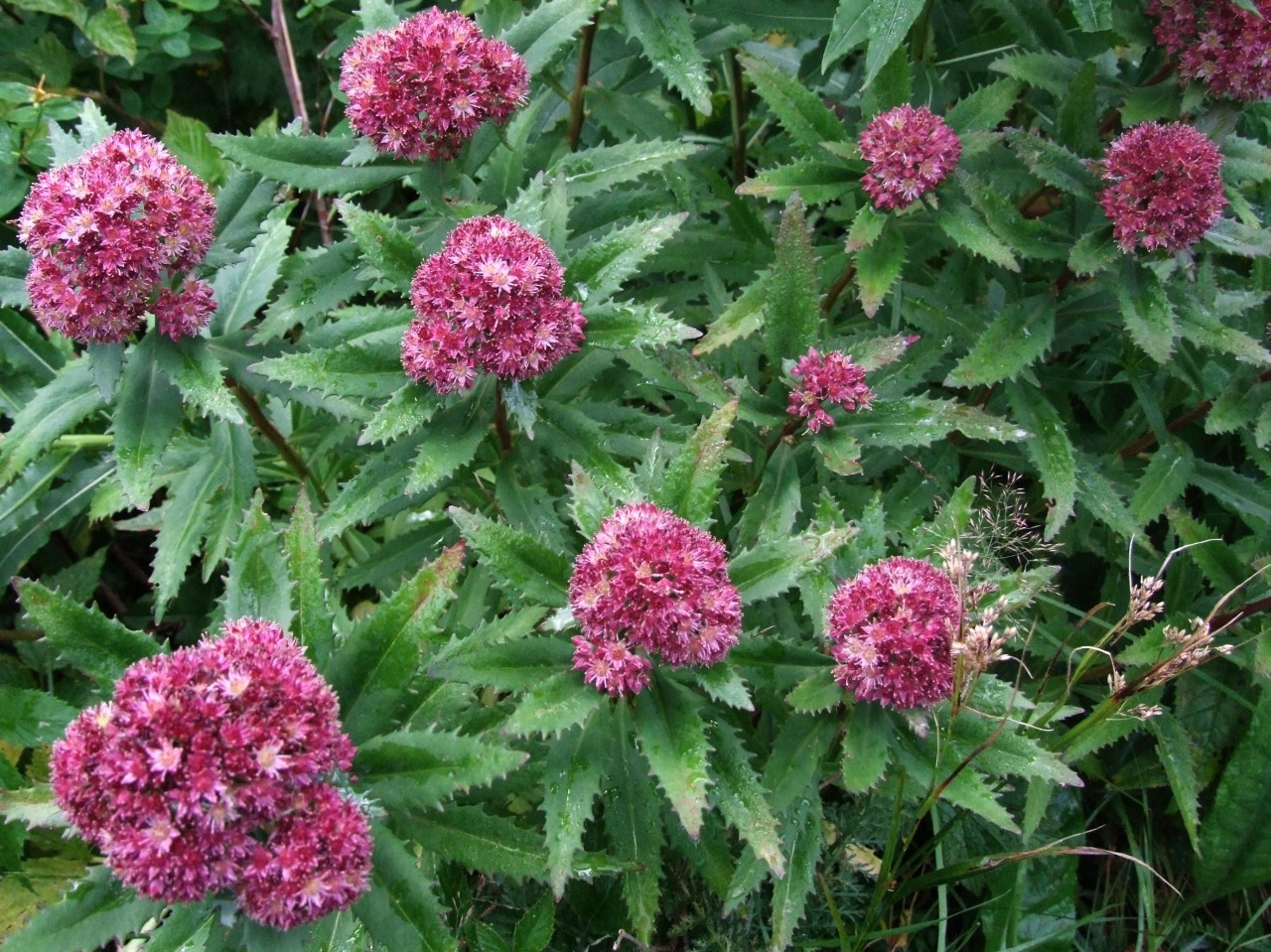
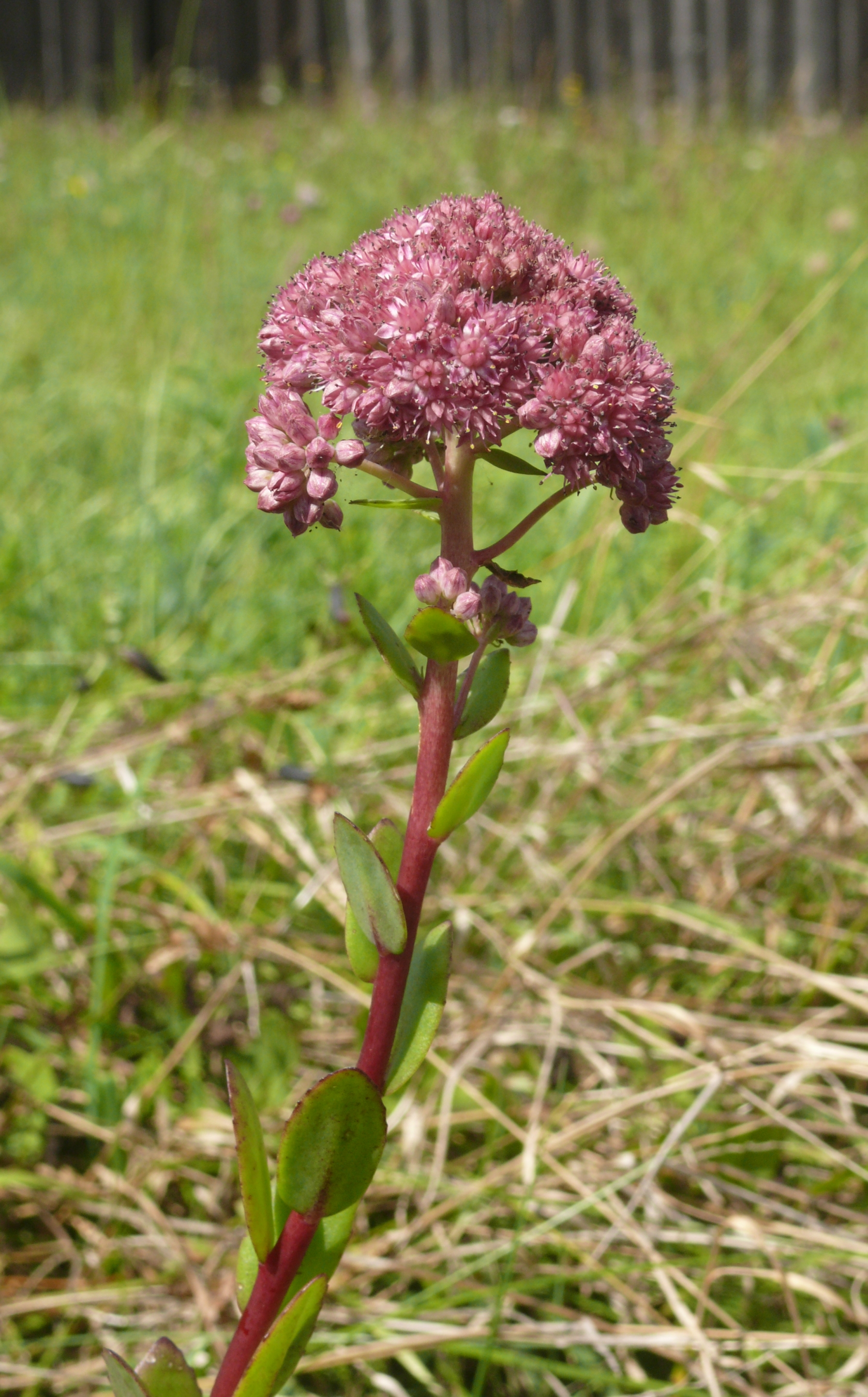
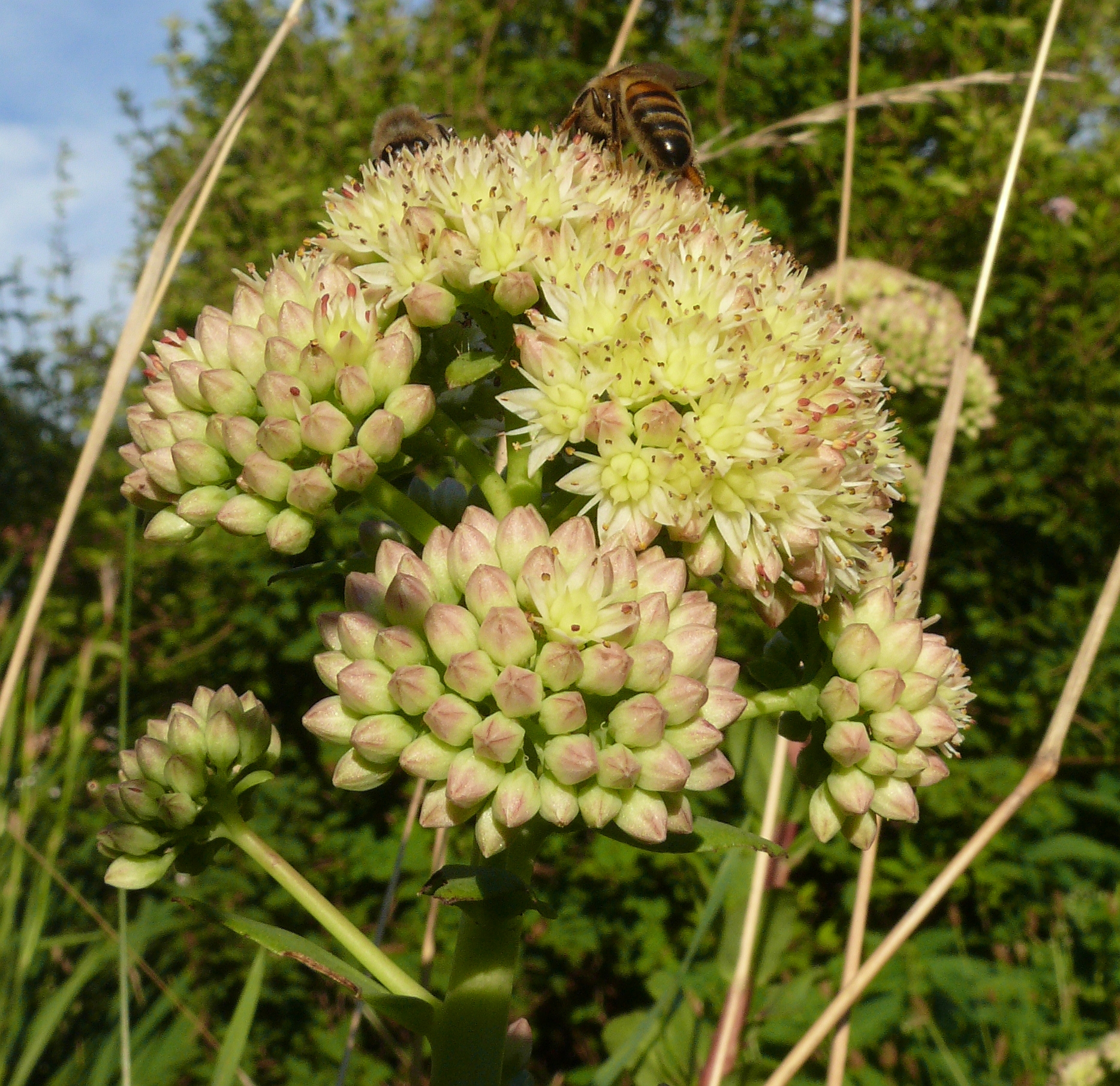
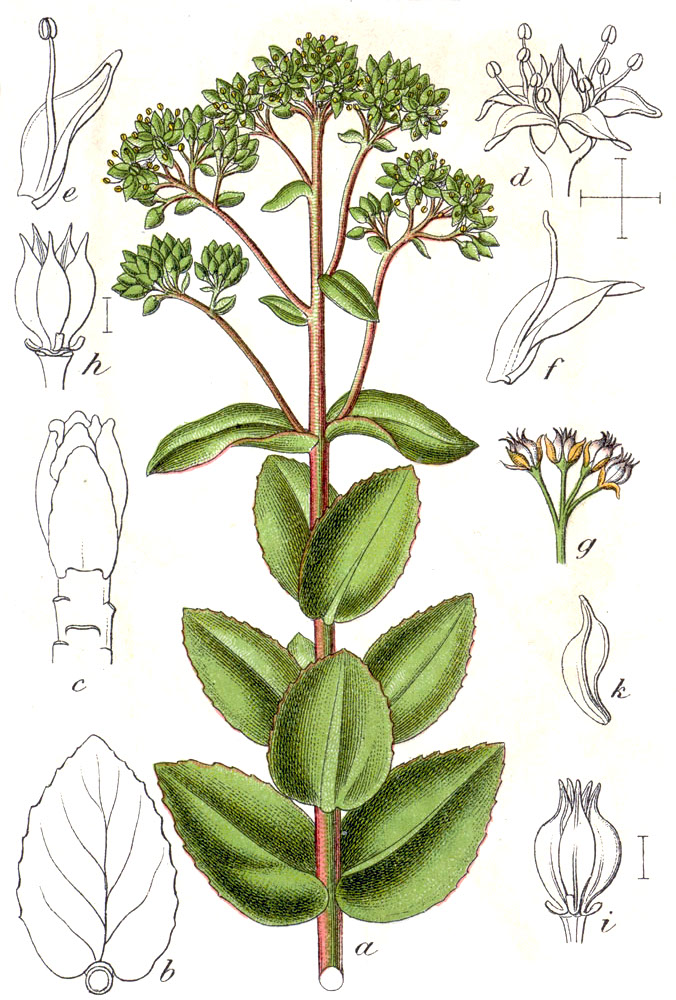
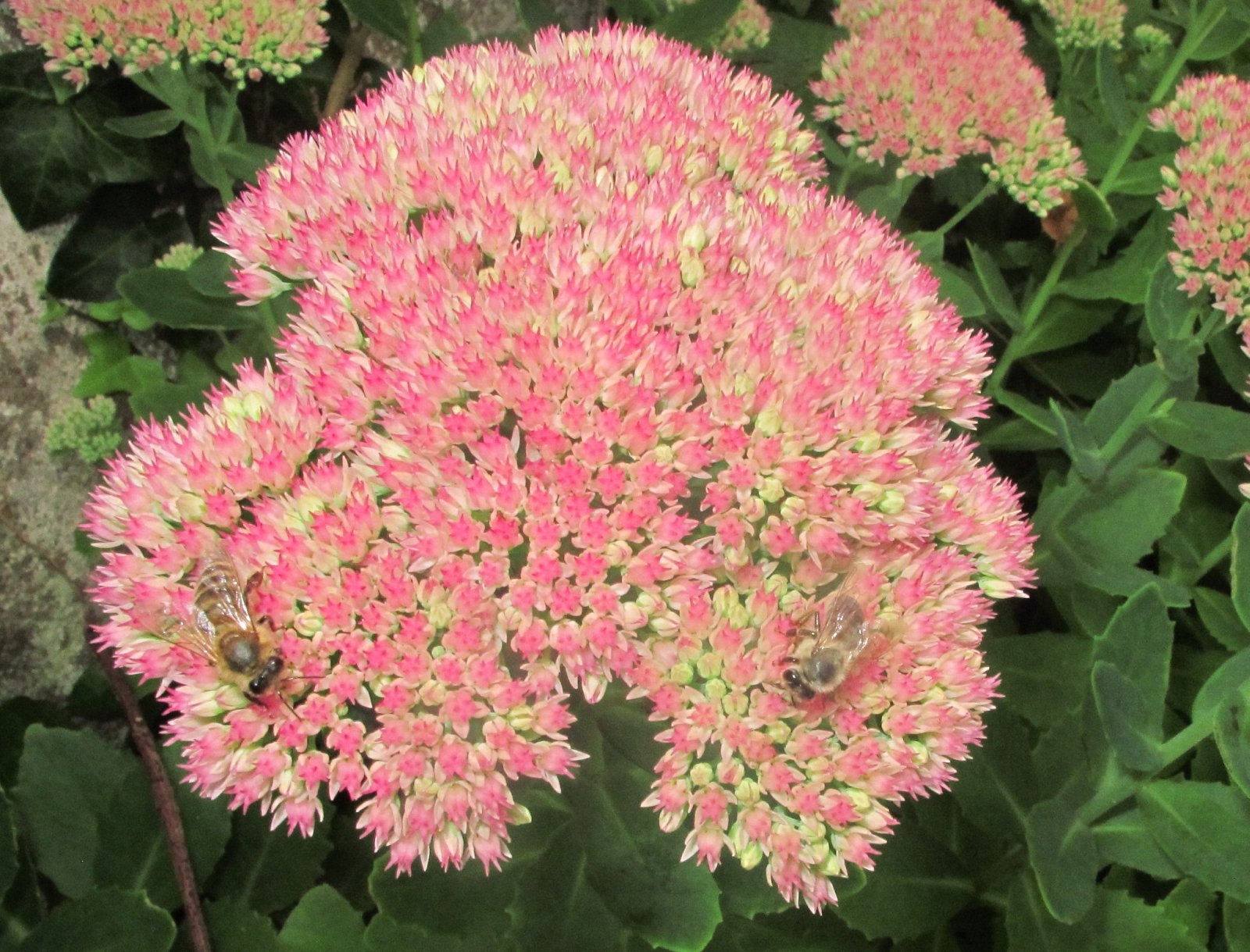